# Alan Davidson (autor)
Alan Davidson   (1943) és un escriptor. Va començar la seva carrera d'escriptor editant Roy of the Rovers per a la revista britànica de còmics Tiger i aviat va contribuir amb les seves pròpies històries a altres còmics britànics i anuaris associats. Posteriorment va treballar per Oxfam. La seva primera novel·la infantil es va publicar el 1978.
La publicació d'A Friend Like Annabel (1983), una col·lecció d'històries humorístiques i clarament britàniques, inspirades en els seus propis fills, li van portar el reconeixement com a escriptor humorístic, comparant-lo amb Richmal Crompton. Van seguir quatre col·leccions de contes: Just Like Annabel, Even More Like Annabel, The New, Thinking Annabel i Little Yearnings of Annabel, amb l'estil lacònic de Davidson que explica la seva popularitat. Els drets van ser adquirits per una segona editorial i els cinc llibres reeditats en noves edicions, juntament amb les novel·les posteriors. Una d'aquestes, The Bewitching of Alison Allbright, va estar pendent d'imprimir-se durant gairebé vint anys.
Les col·leccions Annabel es van complementar en la dècada de 1990 amb un humor més britànic, incloent els llibres "molt divertits" però molt més joves, Catfoot i una novel·la còmica (per a totes les edats), Escape from Cold Ditch, una sàtira sobre les gàbies en bateria per gallines ponedores. presentant dibuixos de l'estil de John Richardson. Es va publicar una versió d'àudio, narrada per l'actriu Joanna Lumley. El llibre es va convertir en objecte d'una polèmica de llarga durada després del llançament de la pel·lícula Chicken Run: Evasió a la granja el juny del 2000, de la qual l'autor va al·legar plagi. Els tràmits judicials es van iniciar el 2003 però el cas no va arribar a judici.
El seu llibre més recent Light és considerat provocador i torna a la forma narrativa sincera de les seves primeres novel·les, més llargues. Davidson va treballar per Oxfam com a escriptor, parlamentari lobista i editor del seu diari, Oxfam News. El 1990, com a autor, va ser nomenat Fellow of English Poets, Essayists and Novelists (PEN Club Internacional), exercint en el seu Comitè Executiu diversos anys i subsegüentment en el Comitè d'Escriptors a la Presó.
Molts dels seus llibres per nens han estat reeditats en e-format.